# Armin Meier (acteur)
Pour les articles homonymes, voir Armin Meier et Meier.
Armin Meier est un acteur allemand né en 1943, mort le 31 mai 1978 à Munich.

## Biographie
Meier fait la connaissance de Fassbinder, qui a ses habitudes à l'hôtel Deutsche Eiche en 1974, dont le bar est fréquenté par des artistes et des homosexuels. Ce dernier le fait tourner dans plusieurs de ses films et devient son amant. Lorsque leur relation cesse, après le tournage de L'Allemagne en automne, et au moment où sort Le Mariage de Maria Braun en avant-première au festival de Cannes, Meier se suicide par absorption massive de barbituriques, le jour de l'anniversaire de Fassbinder. Deux mois plus tard, c'est avec difficulté que Fassbinder, affecté par la mort de son ex-amant, commence le tournage de L'Année des treize lunes, dont la première scène est celle d'une pénible rupture.

## Filmographie partielle
- 1975 : Peur de la peur (Angst vor der Angst) de Rainer Werner Fassbinder : Karli
- 1975 : Maman Küsters s'en va au ciel (Mutter Küsters’ Fahrt zum Himmel) de Rainer Werner Fassbinder : Ernst
- 1976 : Roulette chinoise (Chinesisches Roulette) de Rainer Werner Fassbinder : le pompiste
- 1976: Je veux seulement que vous m'aimiez (Ich will doch nur, daß ihr mich liebt) de Rainer Werner Fassbinder : le contremaître
- 1976 : Le Rôti de Satan (Satansbraten) de Rainer Werner Fassbinder : l'homosexuel prostitué
- 1977: La Femme du chef de gare (Bolwieser) de Rainer Werner Fassbinder : Scherber
- 1978 : L'Allemagne en automne (Deutschland im Herbst) de Rainer Werner Fassbinder : lui-même